# آپاچیتا (پونو)
آپاچیتا (به اسپانیایی: Apacheta) یک کوه است که در پرو واقع شده‌است. آپاچیتا ۵٬۱۶۸ متر بالاتر از سطح دریا واقع شده‌است.